# 84 Klio
84 Klio (in italiano 84 Clio) è un piccolo e scuro asteroide della Fascia principale.
Klio fu scoperto da Karl Theodor Robert Luther il 25 agosto 1865 dall'Osservatorio di Düsseldorf (situato nel distretto urbano di Bilk) in Germania, di cui era direttore dal 1851. Fu battezzato così in onore di Clio, nella mitologia greca la musa della Storia.
Il nome Clio era stato precedentemente suggerito da John Russell Hind come scelta alternativa per la denominazione dell'asteroide 12 Victoria, da lui scoperto nel 1850; a causa di una controversia (l'asteroide Victoria era ufficialmente battezzato come la dea Romana della vittoria, ma il suo nome ricordava anche la regina Vittoria del Regno Unito, allora regnante), Benjamin Apthorp Gould, editore del prestigioso Astronomical Journal, scelse di adottare il nome Clio per indicare quel pianetino. Tuttavia, William Cranch Bond, dell'Harvard College Observatory, in quel tempo la più alta autorità astronomica negli Stati Uniti d'America, considerò che la condizione mitologica era sufficiente e pertanto il nome ufficiale era accettabile. Quest'ultima opinione finirà per prevalere e, più tardi, il 14° pianetino individuato da Luther sarà battezzato 84 Klio.
Il 2 aprile 1997 è stata osservata l'occultazione di una piccola stella da parte di Klio.